# Saint-Sulpice (Ain)
Saint-Sulpice è un comune francese di 198 abitanti situato nel dipartimento dell'Ain della regione dell'Alvernia-Rodano-Alpi.

## Società

### Evoluzione demografica
Abitanti censiti